# Otto Loewi
Otto Loewi (ur. 3 czerwca 1873 we Frankfurcie, zm. 25 grudnia 1961 w Nowym Jorku) – austriacki farmakolog pochodzenia żydowskiego urodzony w Niemczech. Laureat Nagrody Nobla z 1936 roku.
W latach 1909–1938 był profesorem Uniwersytetu w Grazu. W 1940 wyjechał do Stanów Zjednoczonych, gdzie objął katedrę na Uniwersytecie New York. Prowadził badania biochemiczne nad przemianą białek, kwasów nukleinowych i cukrów, oraz w zakresie farmakologii, np. działania naparstnicy i środków moczopędnych. W latach 1921–1926 rozpoczął badania nad chemicznymi mechanizmami przekazywania bodźców nerwowych (opublikował 11 prac), co przyniosło mu w 1936 Nagrodę Nobla wraz z Henrym Dalem.
W 1935 otrzymał Odznakę Honorową Polskiego Czerwonego Krzyża II stopnia (1935).